# Victoria Gap
Victoria Gap (kinesiska: 爐峰峽, 炉峰峽) är ett bergspass i Hongkong (Kina). Det ligger i den centrala delen av Hongkong. Victoria Gap ligger 351 meter över havet.
Terrängen runt Victoria Gap är varierad. Havet är nära Victoria Gap åt sydväst.  Centrala Hongkong ligger 1,9 km nordost om Victoria Gap. 